# GE Grid Solutions
GE Grid Solutions, anciennement Alstom Grid, est une entreprise française dirigée par Philippe Piron, filiale de l'américain GE Vernova. Elle a été une coentreprise (joint venture) entre GE et Alstom jusqu'en octobre 2018. 
Cette filiale rassemble les activités liées aux équipements et ingénierie pour les réseaux électriques haute tension à la suite de l'intégration de la branche transmission d'Areva T&D, qui devient Alstom Grid (la branche distribution d'Areva T&D rejoint alors Schneider Electric).

## Historique
Le 2 novembre 2015, Alstom finalise la vente de ses activités Energie, Alstom Power et Alstom Grid à General Electric.
Alstom Grid devient GE Grid Solutions, tandis que Alstom Power se scinde en deux et devient GE Renewable Energy (JV Renewables) et GE Steam Power (JV Nucléaire). Les trois entités nouvellement créées restent des coentreprises entre GE et Alstom (joint ventures).
Le 2 octobre 2018, Alstom cède à GE la totalité de ses participations dans les trois coentreprises pour un montant de 2,59 milliards d'euros.

## Identité visuelle

Logo de la branche transmission d'Areva T&D jusqu'en juin 2010.
Logo d'Alstom Grid entre 2010 et 2015.
Logo de GE Grid Solutions en 2021.
Logo de GE Vernova Grid Solutions depuis 2024.